# Zastava Mestne občine Velenje
Zastava Mestne občine Velenje je pravokotne oblike v razmerju 1:2,5 in je po vertikali razdeljena na dve enaki polji. Pri vertikalnem obešanju zastave je levo polje, gledano od spredaj, zelene, desno pa rumene barve. V vertikalno os zastave je pozicioniran grb Mestne občine Velenje, pri čemer je grb grafično ločen od zelenega dela zastave z rumeno obrobo.  